# Ludwig Menges
Johann Ludwig Menges (* 29. Juli 1811 in Großen-Linden im Landkreis Gießen; † 1. März 1898 in Darmstadt) war Großherzoglich-hessischer Hofrat und verwaltete das Vermögen des Prinzen Alexander von Hessen-Darmstadt.

## Leben
Johann Ludwig Menges wurde als Sohn des Feldgeschworenen Johann Georg Menges (1773–1861) und dessen Ehefrau Susanna Maria Lang (1776–1827) geboren.
Er absolvierte eine juristische Ausbildung und wurde 1831 Sekretär des neu gegründeten landwirtschaftlichen Vereins. Nachdem der Prinz  Alexander von Hessen-Darmstadt 1844 volljährig geworden war, trat er als dessen Rentmeister in seine Dienste. Nach zweijähriger Tätigkeit wurde er Bürochef der Viehversicherungsanstalt der Provinz Starkenburg und übernahm im August 1849 die Verwaltung des Vermögens des Prinzen Alexander. Auch das Vermögen der Schwester des Prinzen, Marie, hatte er zu verwalten.
Er wurde später ein wichtiger Vertrauter der Julia Hauke, die von ihrem Schwager, Großherzog Ludwig III. von Hessen-Darmstadt, 1851 den Titel „Gräfin von Battenberg“ erhielt. So wurde er Chef der General-Administration des Hauses Battenberg.
Als Großherzoglich-hessischer Sekretär des Oberststallmeisters
wurde er 1853 zum Hofrat ernannt.
Zwei Jähre später wurde er Direktor der Großherzoglichen Schlösser und Liegenschaften außerhalb des Regierungssitzes in Darmstadt.
Nachdem er zum 31. Mai 1878 in den Ruhestand verabschiedet wurde, war er auf eigenen Wunsch weiterhin als Vermögensverwalter des Prinzen Alexander tätig.
Am 31. Mai 1845 heiratete er in Darmstadt Auguste Margarethe Schneider (1824–1897, Tochter des Kaufmanns Johann Christian Scheider und der Elisabetha Castritius).Aus der Ehe sind die Kinder
Wilhelm (1846–1916, Generalleutnant), Auguste Luise (* 1848, ∞ Friedrich Bühler, Kaufmann), Emma Susanne (1849–1911), Alexander (1853–1911, Kabinettsrat) und Julius Ludwig (1856–1906, Kaufmann) hervorgegangen.

## Auszeichnungen
- 1859 Verdienstorden vom Heiligen Michael[3]
- 1860 Verdienstorden vom Heiligen Michael I. Klasse[4]
- 15. Oktober 1872 Geheimer Finanzrat